# Daniel Farke
Daniel Farke (AFI: [ˈdaːni̯eːl ˈfaʁkə, -ni̯ɛl -]; Steinhausen an der Rottum, 30 ottobre 1976) è un allenatore di calcio, dirigente sportivo ed ex calciatore tedesco, di ruolo attaccante, tecnico del Leeds Utd.

## Carriera

### Giocatore
Farke cominciò la sua carriera calcistica nell'SV Steinhausen, squadra della sua città natale. Passò la maggioranza degli anni da giocatore nel Lippstadt 08, seppur a periodi alterni. Farke disse che «sapeva come segnare» ma era probabilmente «il più lento attaccante dell'intera Europa occidentale». Durante tutta la sua carriera ha militato nelle divisioni minori del calcio tedesco.

### Allenatore

#### Gli inizi
Nel 2008 ha iniziato la propria carriera da allenatore nel Lippstadt 08, dove è rimasto per sette anni riuscendo a portare la squadra dalla sesta alla quarta divisione del calcio tedesco. Tra il 2015 e il 2017 ha guidato la squadra riserve del Borussia Dortmund.

#### Norwich City

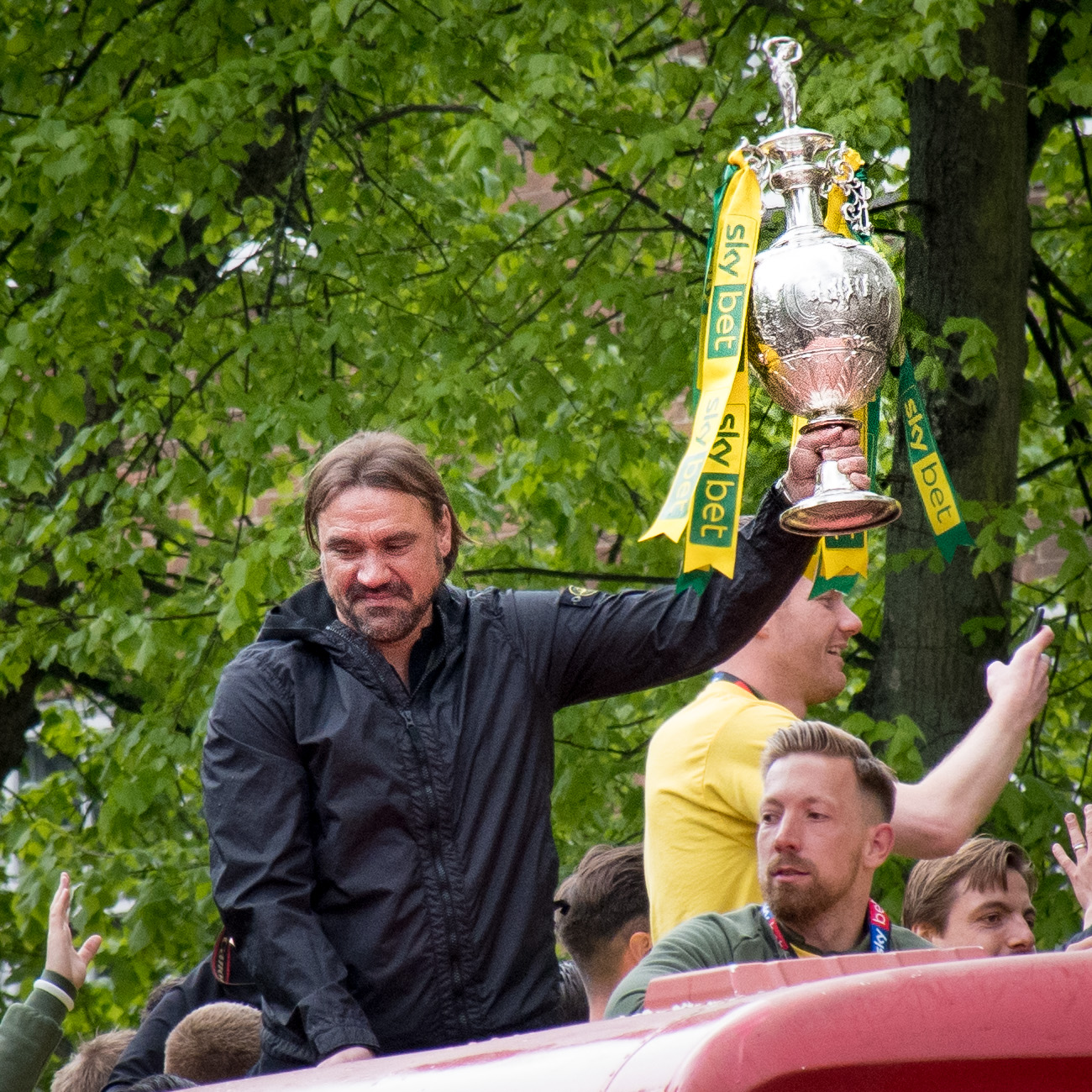
Farke nel 2019 durante i festeggiamenti della conquista del campionato con il

Il 25 giugno 2017 ha firmato un contratto con gli inglesi del Norwich City. Alla sua prima stagione in seconda divisione ha chiuso il campionato al quattordicesimo posto, mentre nell'annata seguente ha conseguito la promozione diretta in Premier League vincendo il torneo. Rimasto alla guida della squadra nella difficile stagione 2019-2020, chiusasi con la retrocessione in seconda divisione, ha riguadagnato la promozione in massima serie vincendo il campionato cadetto nell'annata seguente. In seguito ad un avvio di stagione deludente, è stato esonerato dal Norwich City il 6 novembre 2021, malgrado la vittoria per 2-1 ottenuta il giorno prima contro il Brentford.

#### Krasnodar e Borussia Monchengladbach
Il 13 dicembre 2021 ha firmato un contratto con i russi del Krasnodar. Il 2 marzo 2022 si è dimesso a causa dell'invasione russa dell'Ucraina.
Il 4 giugno 2022 firma un contratto fino al 2025 con i tedeschi del Borussia M'gladbach. Il 2 giugno successivo, dopo aver chiuso la stagione al decimo posto in campionato, risolve il contratto con la società tedesca.

#### Leeds United
Il 4 luglio 2023 viene ingaggiato dal Leeds Utd, appena retrocesso in Championship, con cui firma un contratto di quattro stagioni.

## Statistiche

### Statistiche da allenatore
Statistiche aggiornate al 3 maggio 2025; in grassetto le competizioni vinte.
| Stagione                    | Squadra                     | Campionato                  | Campionato | Campionato | Campionato | Campionato | Coppe nazionali | Coppe nazionali | Coppe nazionali | Coppe nazionali | Coppe nazionali | Coppe continentali | Coppe continentali | Coppe continentali | Coppe continentali | Coppe continentali | Altre coppe | Altre coppe | Altre coppe | Altre coppe | Altre coppe | Totale | Totale | Totale | Totale | % Vittorie | Piazzamento |
| Stagione                    | Squadra                     | Comp                        | G          | V          | N          | P          | Comp            | G               | V               | N               | P               | Comp               | G                  | V                  | N                  | P                  | Comp        | G           | V           | N           | P           | G      | V      | N      | P      | %          | Piazzamento |
| --------------------------- | --------------------------- | --------------------------- | ---------- | ---------- | ---------- | ---------- | --------------- | --------------- | --------------- | --------------- | --------------- | ------------------ | ------------------ | ------------------ | ------------------ | ------------------ | ----------- | ----------- | ----------- | ----------- | ----------- | ------ | ------ | ------ | ------ | ---------- | ----------- |
| nov. 2015-2016              | Borussia Dortmund II        | FRL                         | 22         | 13         | 6          | 3          | -               | -               | -               | -               | -               | -                  | -                  | -                  | -                  | -                  | -           | -           | -           | -           | -           | 22     | 13     | 6      | 3      | 59,09      | Sub. 4º     |
| 2016-2017                   | Borussia Dortmund II        | FRL                         | 34         | 16         | 15         | 3          | -               | -               | -               | -               | -               | -                  | -                  | -                  | -                  | -                  | -           | -           | -           | -           | -           | 34     | 16     | 15     | 3      | 47,06      | 2º          |
| Totale Borussia Dortmund II | Totale Borussia Dortmund II | Totale Borussia Dortmund II | 56         | 29         | 21         | 6          |                 | -               | -               | -               | -               |                    | -                  | -                  | -                  | -                  |             | -           | -           | -           | -           | 56     | 29     | 21     | 6      | 51,79      |             |
| 2017-2018                   | Norwich City                | FLC                         | 46         | 15         | 15         | 16         | FACup+CdL       | 2+4             | 0+3             | 2+0             | 0+1             | -                  | -                  | -                  | -                  | -                  | -           | -           | -           | -           | -           | 52     | 18     | 17     | 17     | 34,62      | 14º         |
| 2018-2019                   | Norwich City                | FLC                         | 46         | 27         | 13         | 6          | FACup+CdL       | 1+4             | 0+3             | 0+0             | 1+1             | -                  | -                  | -                  | -                  | -                  | -           | -           | -           | -           | -           | 51     | 30     | 13     | 8      | 58,82      | 1º (prom.)  |
| 2019-2020                   | Norwich City                | PL                          | 38         | 5          | 6          | 27         | FACup+CdL       | 4+1             | 2+0             | 1+0             | 1+1             | -                  | -                  | -                  | -                  | -                  | -           | -           | -           | -           | -           | 43     | 7      | 7      | 29     | 16,28      | 20º (retr.) |
| 2020-2021                   | Norwich City                | FLC                         | 46         | 29         | 10         | 7          | FACup+CdL       | 2+1             | 1+0             | 0+0             | 1+1             | -                  | -                  | -                  | -                  | -                  | -           | -           | -           | -           | -           | 49     | 30     | 10     | 9      | 61,22      | 1º (prom.)  |
| lug.-nov. 2021              | Norwich City                | PL                          | 11         | 1          | 2          | 8          | FACup+CdL       | 0+2             | 1               | 0               | 1               | -                  | -                  | -                  | -                  | -                  | -           | -           | -           | -           | -           | 13     | 2      | 2      | 9      | 15,38      | Eson.       |
| Totale Norwich City         | Totale Norwich City         | Totale Norwich City         | 187        | 77         | 46         | 64         |                 | 21              | 10              | 3               | 8               |                    | -                  | -                  | -                  | -                  |             | -           | -           | -           | -           | 208    | 87     | 49     | 72     | 41,83      |             |
| gen.-feb. 2022              | Krasnodar                   | PL                          | 0          | 0          | 0          | 0          | KR              | 0               | 0               | 0               | 0               | -                  | -                  | -                  | -                  | -                  | -           | -           | -           | -           | -           | 0      | 0      | 0      | 0      | —          | Dimis.      |
| 2022-2023                   | Borussia M'gladbach         | BL                          | 34         | 11         | 10         | 13         | CG              | 2               | 1               | 0               | 1               | -                  | -                  | -                  | -                  | -                  | -           | -           | -           | -           | -           | 36     | 12     | 10     | 14     | 33,33      | 10º         |
| 2023-2024                   | Leeds Utd                   | FLC                         | 46+3       | 27+1       | 9+1        | 10+1       | FACup+CdL       | 4+2             | 2+0             | 1+1             | 1+1             | -                  | -                  | -                  | -                  | -                  | -           | -           | -           | -           | -           | 55     | 30     | 12     | 13     | 54,55      | 3º          |
| 2024-2025                   | Leeds Utd                   | FLC                         | 46         | 29         | 13         | 4          | FACup+CdL       | 2+1             | 1+0             | 0+0             | 1+1             | -                  | -                  | -                  | -                  | -                  | -           | -           | -           | -           | -           | 49     | 30     | 13     | 6      | 61,22      | 1º (prom.)  |
| Totale Leeds Utd            | Totale Leeds Utd            | Totale Leeds Utd            | 95         | 57         | 23         | 15         |                 | 9               | 3               | 2               | 4               |                    | -                  | -                  | -                  | -                  |             | -           | -           | -           | -           | 104    | 60     | 25     | 19     | 57,69      |             |
| Totale carriera             | Totale carriera             | Totale carriera             | 372        | 174        | 100        | 98         |                 | 32              | 14              | 5               | 13              |                    | -                  | -                  | -                  | -                  |             | -           | -           | -           | -           | 404    | 188    | 15     | 111    | 46,53      |             |

## Palmarès

### Giocatore
- Coppa della Vestfalia: 1

TuS Paderborn-Neuhaus: 1996-1997

### Allenatore
- Westfalenliga: 1

Lippstadt 08: 2011-2012
- Campionato inglese di seconda divisione: 3

Norwich City: 2018-2019, 2020-2021
Leeds Utd: 2024-2025